# Jackson Mabokgwane
Jackson Mabokgwane (sinh ngày 19 tháng 1 năm 1988 ở Polokwane, Limpopo) là một cầu thủ bóng đá người Nam Phi thi đấu ở vị trí thủ môn cho Cape Town City F.C. ở Premier Soccer League và đội tuyển quốc gia Nam Phi.